# Öratjärnen (Stöde socken, Medelpad, 693728-154133)
Öratjärnen är en sjö i Sundsvalls kommun i Medelpad och ingår i Ljungans huvudavrinningsområde.